# Message in a Bottle
Message in a Bottle è un singolo del gruppo musicale britannico The Police, pubblicato il 21 settembre 1979 come primo estratto dal secondo album in studio Reggatta de Blanc.
Secondo il periodico Rolling Stone, il brano è al gradino 65 nella classifica delle "100 migliori canzoni con la chitarra di tutti i tempi".

## Descrizione
Il brano, scritto da Sting, presenta sonorità reggae-post punk: l'inizio del brano è scandito dall'arpeggio del chitarrista Andy Summers.
La canzone parla di un naufrago su un'isola, che spedisce un messaggio di aiuto in una bottiglia. Un anno dopo, egli comprende che non è l'amore, che può "riparare la tua vita, ma anche spezzarti il cuore" a poterlo salvare ma la speranza di essere trovato. In seguito, vede "cento miliardi di bottiglie" sulla riva, comprendendo che molti altri provano il suo stesso senso di alienazione.
Questo fu il primo singolo del gruppo a piazzarsi al primo posto nella classifica del Regno Unito, ma raggiunse solo la 74ª posizione negli Stati Uniti.

## Cover
Sono state realizzate numerose cover della canzone:
- Il gruppo symphonic black metal italo-austriaco Graveworm ha registrato una cover di questa canzone contenuta nel loro album del 2009 Diabolical Figures.
- L'album The Burning Red dei Machine Head del 1999 contiene una cover della canzone;
- L'album Any Given Thursday di John Mayer del 2003 contiene una versione acustica dal vivo della canzone;
- La band punk/metal Excel ne ha inserito una versione nell'album The Joke's on You del 1989;
- Il DJ olandese Sander van Doorn ne ha inciso una versione house dal titolo S.O.S. (Message in a Bottle) nel 2005, pubblicata con lo pseudonimo "Filterfunk";
- L'album No Place to Be del musicista reggae statunitense Matisyahu contiene una cover della canzone con il bridge rivisto.
- La band Deus Funk ne ha inserito una versione nell'album The Line Between, pubblicato nel 2006
- Youn Sun Nash e Ulf Wakenius hanno realizzato una cover altamente suggestiva.
- I Thirty Seconds to Mars hanno eseguito la canzone nel corso di AOL, inserita nell'EP AOL Sessions Undercover.

Sting ha eseguito la canzone insieme ai No Doubt nello show durante l'intervallo del XXXVII Super Bowl; I No Doubt e gli Incubus eseguono spesso la canzone dal vivo durante i loro concerti.
È possibile suonare la canzone nei videogiochi Guitar Hero II e Rockband Song Pack 2. 
Sting ne ha eseguito una versione acustica nel film documentario Bring on the Night, che documenta la formazione della sua prima band dopo l'inizio della carriera solista.
I Police riformati hanno eseguito la canzone come finale dello stage statunitense del Live Earth, con John Mayer alla chitarra insieme ad Andy Summers (che ha definito la canzone una delle sue preferite nel suo libro One Train Later), e con il ritornello eseguito dal rapper statunitense Kanye West.

## Tracce
1. Message in a Bottle (Edit) – 3:50 (Sting)
2. Landlord – 3:09 (Sting, Stewart Copeland)

## Formazione
- Sting – voce e basso
- Andy Summers – chitarra
- Stewart Copeland – batteria, percussioni

## Classifiche
| Classifica (1979/80) | Posizione massima |
| -------------------- | ----------------- |
| Australia            | 5                 |
| Austria              | 24                |
| Belgio (Fiandre)     | 5                 |
| Canada               | 2                 |
| Francia              | 3                 |
| Germania             | 35                |
| Irlanda              | 1                 |
| Italia               | 21                |
| Nuova Zelanda        | 11                |
| Paesi Bassi          | 4                 |
| Regno Unito          | 1                 |
| Spagna               | 1                 |
| Stati Uniti          | 74                |
| Sudafrica            | 5                 |
| Svezia               | 20                |